# Peter Amey
Peter E. Amey (ur. 3 sierpnia 1935 w Plymouth) – brytyjski zapaśnik walczący w stylu wolnym. Olimpijczyk z Rzymu 1960, gdzie zajął szesnaste miejsce w kategorii 73 kg. Uczestnik igrzysk Brytyjskiej Wspólnoty Narodów w 1962 i 1970, gdzie reprezentował Anglię.
Pięciokrotny mistrz kraju w latach: 1962 (69 kg), 1961, 1967, 1969, 1970 (76 kg).
- Turniej w Rzymie 1960

Wygrał z Sultanem Dostem z Afganistanu a przegrał z Muhammadem Bashirem z Pakistanu i Åke Carlssonem ze Szwecji.